# 3476 Dongguan
A 3476 Dongguan (ideiglenes jelöléssel 1978 UF2) a Naprendszer kisbolygóövében található aszteroida. A Bíbor-hegyi Obszervatórium fedezte fel 1978. október 28-án.